# Brădeni
Brădeni is een Roemeense gemeente in het district Sibiu.
Brădeni telt 1419 inwoners.

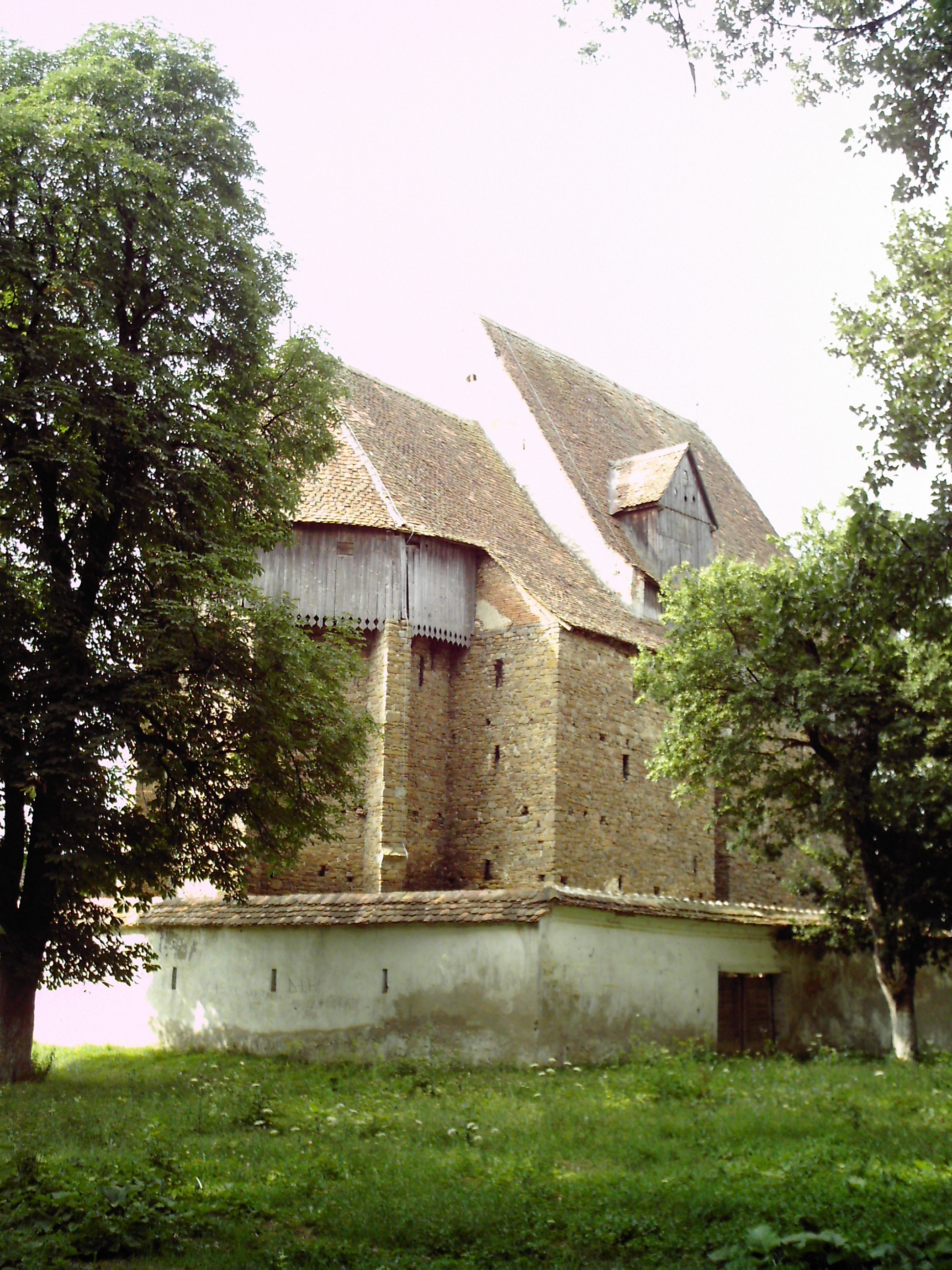
De weerkerk in Brădeni

Het is een langgerekt straatdorp langs de Nationale weg 106 en de Hârtibaciu.